# Tòa án Nhân quyền liên Mỹ
Tòa án Nhân quyền liên Mỹ (tiếng Anh: Inter-American Court of Human Rights) là một cơ quan pháp luật tự trị, có trụ sở ở thành phố San José, Costa Rica. Tòa án này cùng với Ủy ban Nhân quyền liên Mỹ hình thành hệ thống bảo vệ nhân quyền của Tổ chức các Quốc gia châu Mỹ, dùng để duy trì và thăng tiến các quyền căn bản và các quyền tự do ở châu Mỹ.

## Mục tiêu và chức năng
"Tổ chức các quốc gia châu Mỹ" lập ra Tòa án Nhân quyền này trong năm 1979 để buộc các nước thành viên tuân thủ và giải thích các quy định của Công ước châu Mỹ về Nhân quyền. Như vậy, hai chức năng chính của Tòa án này là làm trọng tài xét xử và tư vấn. Trong chức năng thứ nhất, Tòa án nghe các luận cứ của 2 bên nguyên đơn và bị cáo và xét xử về các vụ vi phạm nhân quyền cụ thể được chuyển tới Tòa án. Trong chức năng thứ hai, Tòa án đưa ra ý kiến về các vấn đề giải thích luật pháp do các nước thành viên hay các cơ quan khác của Tổ chức các quốc gia châu Mỹ tham khảo.

### Chức năng xét xử
Chức năng trọng tài xét xử đòi Tòa án phải xét xử các vụ khiếu kiện được đưa ra Tòa, trong đó một bên nước ký kết Công ước châu Mỹ về Nhân quyền – và như vậy đã chấp nhận thẩm quyền của tòa án - bị cáo buộc tội vi phạm nhân quyền.
Ngoài việc phê chuẩn Công ước Nhân quyền, nước thành viên ký kết cũng phải tự nguyện đặt mình dưới thẩm quyền tài phán của Tòa án này trong việc xét xử một vụ khiếu kiện liên quan tới mình. Việc chấp nhận quyền tài phán của Tòa án có thể hoặc được đưa ra trên cơ sở toàn diện - cho đến nay các nước Argentina, Barbados, Bolivia, Brasil, Chile, Colombia, Costa Rica, Cộng hòa Dominica, Ecuador, El Salvador, Guatemala, Haiti, Honduras, México, Nicaragua, Panama, Paraguay, Peru, Suriname, Uruguay, và Venezuela đã làm như vậy  – hoặc theo cách khác là một nhà nước có thể chỉ đồng ý tuân theo thẩm quyền tài phán của Tòa án này trong một trường hợp cá biệt, cụ thể.
Ban đầu Trinidad và Tobago đã ký kết Công ước châu Mỹ về Nhân quyền ngày 28.5.1991, nhưng ngày 26.5.1988 đã hoãn phê chuẩn (có hiệu lực ngày 26.5.1999) về vấn đề án tử hình. Năm 1999, dưới thời tổng thống Alberto Fujimori, Peru tuyên bố thôi không công nhận thẩm quyền tài phán của Tòa án này nữa.  Quyết định này đã bị chính phủ chuyển tiếp của Peru do Valentín Paniagua lãnh đạo bãi bỏ năm 2001.
Hoa Kỳ ´đã ký Công ước Nhân quyền này nhưng chưa hề phê chuẩn.
Theo Công ước thì các vụ khiếu kiện được chuyển tới Tòa án Nhân quyền bởi Ủy ban Nhân quyền liên Mỹ hoặc bởi một bên quốc gia thành viên.  Trái với Tòa án Nhân quyền châu Âu, các cá nhân công dân của Tổ chức các quốc gia châu Mỹ không được phép nộp đơn trực tiếp cho Tòa án.
Các điều kiện sau đây phải được thực hiện: 
- Các cá nhân tin rằng các quyền của họ đã bị vi phạm thì trước hết phải nộp đơn khiếu nại với Ủy ban Nhân quyền và được Ủy ban quyết định là đơn có thể chấp nhận.
- Nếu đơn khiếu kiện được chấp nhận và nhà nước được coi là có lỗi, thì thường Ủy ban sẽ đưa cho nhà nước một danh sách các khuyến nghị để sửa chữa lỗi vi phạm.
- Chỉ khi nhà nước không tuân thủ các khuyến nghị này, hoặc nếu Ủy ban quyết định rằng vụ án có tầm quan trọng đặc biệt hoặc lợi ích hợp pháp, thì vụ việc sẽ được chuyển cho Tòa án Nhân quyền.
- Việc đưa một vụ việc ra trước Tòa án do đó có thể được coi là một biện pháp cuối cùng, chỉ được thực hiện sau khi Ủy ban đã thất bại trong việc giải quyết vấn đề một cách không gây ra bất hòa.

Việc kiện trước tòa được chia thành 2 giai đoạn: giai đoạn văn bản viết và giai đoạn thẩm vấn bằng miệng.

#### Giai đoạn viết bằng văn bản
Trong giai đoạn viết bằng văn bản, đơn kiện được nộp, nêu rõ các sự kiện của vụ án, các nguyên đơn, chứng cứ và các nhân chứng mà nguyên đơn dự định đưa ra trước phiên tòa, cùng các yêu cầu bồi thường và các chi phí. Nếu đơn được thư ký tòa án quyết định chấp nhận, thì thông báo về việc đó được gửi cho các thẩm phán, nhà nước hoặc Ủy ban Nhân quyền (tùy thuộc vào ai là người chuyển đơn tới tòa án), các nạn nhân hoặc thân nhân ruột thịt của họ, các nước thành viên khác, và trụ sở chính của "Tổ chức các quốc gia châu Mỹ".
Trong vòng 30 ngày sau khi thông báo, bất cứ bên nào trong vụ kiện đều có thể gửi một bản tóm tắt các sự kiện trong vụ tố tụng trong đó có những lý lẽ bác bẻ sơ bộ đối với đơn kiện.
Nếu xét thấy cần thiết, Toà án có thể triệu tập một phiên điều trần để giải quyết các lý lẽ bác bẻ sơ bộ. Mặt khác, để tiết kiệm thủ tục, tòa án có thể giải quyết các lý lẽ bác bẻ sơ bộ của các bên cùng với lẽ phải trái của vụ án tại phiên điều trần này.
Trong vòng 60 ngày sau khi thông báo, bên bị cáo phải nộp một bản trả lời bằng văn bản về những điều nguyên đơn khiếu kiện, nêu rõ việc mình chấp thuận hoặc phản đối các sự kiện và các đòi hỏi của nguyên đơn.
Một khi bản trả lời này đã được nộp, thì bất kỳ bên nào trong vụ kiện đều có thể xin phép Chủ tịch tòa án cho nộp các bản biện hộ bổ sung trước khi bắt đầu giai đoạn thẩm vấn bằng miệng.

#### Giai đoạn thẩm vấn bằng miệng
Chủ tịch tòa án đưa ra ngày tháng bắt đầu thủ tục tố tụng bằng lời nói, trong phiên tòa phải có sự hiện diện tối thiểu của 5 thẩm phán mới được coi là hợp lệ. Trong giai đoạn này, các thẩm phán có thể hỏi bất cứ ai trong 2 bên (nguyên và bị cáo) bất kỳ câu nào mà họ thấy phù hợp. Các nhân chứng, các chuyên gia làm chứng, và những người khác được nhận tham gia tố tụng, có thể - theo xét đoán của chủ tọa phiên tòa -, bị thẩm vấn bởi các đại diện của Ủy ban Nhân quyền hoặc nhà nước thành viên, hoặc bởi các nạn nhân, các thân nhân ruột thịt của họ, hoặc các người đại diện họ, nếu có. Chủ tọa phiên tòa có quyền quyết định xem các câu hỏi có liên quan tới vấn đề hay không.
Sau khi nghe các nhân chứng cùng các chuyên gia và phân tích các chứng cứ được trình ra, Toà án đưa ra phán quyết của mình. Các thảo luận của các thẩm phán được thực hiện riêng tư kín đáo, một khi phán quyết đã được thông qua, thì nó được thông báo đến tất cả các bên liên quan. Nếu phán quyết không bao gồm các bồi thường áp dụng cho vụ này, thì chúng phải được xác định tại một buổi điều trần riêng hoặc thông qua một số thủ tục khác theo quyết định của Toà án. Phần bồi thường do Tòa án quy định có thể gồm cả tiền lẫn hiện vật không phải là tiền.
Dạng đền bù trực tiếp nhất là bồi thường bằng tiền cho các nạn nhân hoặc thân nhân ruột thịt của họ. Tuy nhiên, nhà nước cũng có thể được yêu cầu cấp cho nạn nhân các lợi ích bằng hiện vật, công khai nhìn nhận trách nhiệm của mình, thực hiện các bước để ngăn chặn các vi phạm tương tự có thể xảy ra trong tương lai, và các hình thức bồi thường phi tiền tệ khác.
Chẳng hạn, phán quyết của Tòa án tháng 11 năm 2001 trong vụ xét xử thảm sát Barrios Altos  tại Lima, Peru trong tháng 11 năm 1991, trong đó 15 người bị giết bởi tiểu đội giết người (death squad) của Colina Group do nhà nước bảo trợ - Tòa án đã ra lệnh: 
- trả các khoản tiền 175.000 dollar Mỹ cho 4 người sống sót và cho thân nhân của các nạn nhân bị giết, và một khoản 250.000 dollar Mỹ cho gia đình của một trong những nạn nhân.
- Tòa án cũng yêu cầu Peru cấp cho các gia đình nạn nhân bảo hiểm y tế miễn phí và nhiều khoản trợ cấp giáo dục dưới hình thức khác, trong đó có các học bổng, đồng phục học sinh, dụng cụ trang bị và sách vở.
- bãi bỏ hai luật ân xá gây tranh cãi;
- đưa "tội giết người mà không có tòa án xét xử" - vào trong pháp luật của nước mình;
- phê chuẩn Công ước quốc tế về khả năng không áp dụng các hạn chế theo luật định đối với các tội ác chiến tranh và tội ác chống lại nhân loại; (International Convention on the Nonapplicability of Statutory Limitations to War Crimes and Crimes against Humanity);
- công bố phán quyết của Tòa án trên phương tiện thông tin đại chúng quốc gia;
- công khai xin lỗi về vụ việc (thảm sát trên) và cam kết ngăn chặn các sự kiện tương tự tái diễn trong tương lai; và
- xây dựng một đài tưởng niệm cho các nạn nhân của vụ thảm sát

Trong khi không được kháng cáo các quyết định của Tòa án, các bên có thể nộp yêu cầu giải thích bản án nơi thư ký Tòa án trong vòng 90 ngày sau khi công bố bản án. Khi có thể, các yêu cầu việc giải thích sẽ được xử lý bởi cùng một ban thẩm phán đã đưa ra phán quyết này.

### Chức năng tư vấn
Chức năng tư vấn của Tòa án này cho phép nó trả lời các tham khảo ý kiến được gửi tới bởi các cơ quan thuộc Tổ chức các quốc gia châu Mỹ và các nước thành viên, liên quan đến việc giải thích Công ước Nhân quyền hoặc các văn kiện khác chi phối nhân quyền ở châu Mỹ; nó cũng trao quyền cho Tòa án đưa ra lời khuyên về các luật quốc gia và dự án luật đề nghị, và để làm rõ chúng có phù hợp với các quy định của Công ước hay không. Việc tư vấn này dành cho tất cả các nước thành viên của Tổ chức các quốc gia châu Mỹ, không chỉ các nước có phê chuẩn Công ước và chấp nhận thẩm quyền xét xử của Tòa. Các trả lời của Tòa án cho những tham khảo ý kiến nêu trên được coi như các ý kiến tư vấn và được công bố tách riêng với các phán quyết có thể gây tranh cãi của Tòa.

## Chỉ trích
Như đã từng xảy ra với mọi tổ chức quốc tế, cách giải quyết của Tòa án Nhân quyền liên Mỹ cũng bị chỉ trích.  Một số chỉ trích gần đây nhất là từ Peru  và Venezuela.  Cho tới nay Trinidad và Tobago là quốc gia duy nhất đã rút ra khỏi hệ thống Công ước Nhân quyền này.  Peru cũng tìm cách làm như vậy, nhưng đã không thực hiện theo các thủ tục thích đáng.

## Thành phần
Theo quy định ở Chương VIII của Công ước Nhân quyền, Toà án này gồm 7 thẩm phán có đạo đức cao nhất từ các nước thành viên của Tổ chức. Họ được "Đại hội của Tổ chức các quốc gia châu Mỹ" bầu chọn cho một thời hạn 6 năm và có thể được tái cử thêm một thời hạn 6 năm nữa.
Không nước nào được có 2 thẩm phán làm việc ở Tòa án này trong cùng một nhiệm kỳ, mặc dù – không giống như các ửy viên của Ủy ban Nhân quyền liên Mỹ – các thẩm phán không bị buộc không được tham gia vào các vụ kiện có liên quan tới tổ quốc mình.
Trong thực tế, một nước ở cương vị bị kiện trước tòa án mà không có thẩm phán là công dân của nước mình trong số các thẩm phán của Toà án, thì có quyền, theo điều 55 của Công ước, chỉ định một thẩm phán đặc biệt (ad hoc) vào nhóm các thẩm phán xét xử vụ án.
Sau khi Công ước châu Mỹ về Nhân quyền có hiệu lực ngày 18.7.1978, cuộc bầu chọn các thẩm phán lần đầu diễn ra ngày 22.5.1979, và Tòa án mới được triệu tập lần đầu vào ngày 29.6.1979 tại trụ sở chính của Tổ chức các quốc gia châu Mỹ ở Washington, D.C., Hoa Kỳ.

### Các thẩm phán hiện nay
Tính tới ngày 01.01.2010:
| Tên                      | Nước              | Chức vụ      | Thời hạn  |
| ------------------------ | ----------------- | ------------ | --------- |
| Diego García Sayán       | Peru              | Chủ tịch     | 2004-2010 |
| Leonardo A. Franco       | Argentina         | Phó chủ tịch | 2007-2013 |
| Manuel E. Ventura Robles | Costa Rica        | Thẩm phán    | 2004-2010 |
| Margarette May Macaulay  | Jamaica           | Thẩm phán    | 2007-2013 |
| Rhadys Abreu-Blondet     | Cộng hòa Dominica | Thẩm phán    | 2007-2013 |
| Alberto Pérez Pérez      | Uruguay           | Thẩm phán    | 2010-2016 |
| Eduardo Vio Grossi       | Chile             | Thẩm phán    | 2010-2016 |

### Các cựu chủ tịch của Tòa án
| Năm       | Nước       | Chủ tịch tòa án                  |  |
| --------- | ---------- | -------------------------------- |  |
| 2008-2009 | Chile      | Cecilia Medina                   |  |
| 2004-2007 | México     | Sergio García Ramírez            |  |
| 1999-2003 | Brasil     | Antonio Augusto Cançado Trindade |  |
| 1997-1999 | Ecuador    | Hernán Salgado Pesantes          |  |
| 1994-1997 | México     | Héctor Fix Zamudio               |  |
| 1993-1994 | Colombia   | Rafael Nieto Navia               |  |
| 1990-1993 | México     | Héctor Fix Zamudio               |  |
| 1989-1990 | Uruguay    | Héctor Gros Espiell              |  |
| 1987-1989 | Colombia   | Rafael Nieto Navia               |  |
| 1985-1987 | Hoa Kỳ     | Thomas Buergenthal               |  |
| 1983-1985 | Venezuela  | Pedro Nikken                     |  |
| 1981-1983 | Honduras   | Carlos Roberto Reina             |  |
| 1979–1981 | Costa Rica | Rodolfo E. Piza Escalante        |  |

### Các cựu thẩm phán
| Năm       | Nước       | Các thành viên của Tòa án        | Chủ tịch             |
| --------- | ---------- | -------------------------------- | -------------------- |
| 1979–1981 | Colombia   | César Ordóñez                    |                      |
| 1979–1985 | Venezuela  | Máximo Cisneros Sánchez          |                      |
| 1979–1985 | Jamaica    | Huntley Eugene Munroe            |                      |
| 1979–1985 | Honduras   | Carlos Roberto Reina             | 1981–1983            |
| 1979–1989 | Costa Rica | Rodolfo E. Piza Escalante        | 1979–1989            |
| 1979–1989 | Venezuela  | Pedro Nikken                     | 1983–1985            |
| 1979–1991 | Hoa Kỳ     | Thomas Buergenthal               | 1985–1987            |
| 1981–1994 | Colombia   | Rafael Nieto Navia               | 1987–1989, 1993–1994 |
| 1985–1989 | Honduras   | Jorge R. Hernández Alcerro       |                      |
| 1985–1990 | Uruguay    | Héctor Gros Espiell              | 1989–1990            |
| 1985–1997 | Mexico     | Héctor Fix-Zamudio               | 1990–1993, 1994–1997 |
| 1989–1991 | Honduras   | Policarpo Callejas               |                      |
| 1989–1991 | Venezuela  | Orlando Tovar Tamayo             |                      |
| 1989–1994 | Costa Rica | Sonia Picado Sotela              |                      |
| 1990–1991 | Argentina  | Julio A. Barberis                |                      |
| 1991–1994 | Venezuela  | Asdrúbal Aguiar Aranguren        |                      |
| 1991–1997 | Nicaragua  | Alejandro Montiel Argüello       |                      |
| 1991–2003 | Chile      | Máximo Pacheco Gómez             |                      |
| 1991–2003 | Ecuador    | Hernán Salgado Pesantes          | 1997–1999            |
| 1998–2003 | Colombia   | Carlos Vicente de Roux-Rengifo   |                      |
| 1995–2006 | Barbados   | Oliver H. Jackman                |                      |
| 1995–2006 | Venezuela  | Alirio Abreu Burelli             |                      |
| 1995–2006 | Brasil     | Antônio Augusto Cançado Trindade | 1999-2003            |
| 2001-2003 | Argentina  | Ricardo Gil Lavedra              |                      |
| 2004–2009 | Chile      | Cecilia Medina Quiroga           | 2008                 |
| 2004–2009 | Mexico     | Sergio García Ramírez            | 2004-2007            |

## Các vụ xét xử của Tòa án
- Mayagna (Sumo) Cộng đồng Awas Tingni kiện Nicaragua (2001), về quyền sở hữu đất đai của dân bản xứ[6]
- Thảm sát Barrios Altos (Peru)
- El Caracazo (Venezuela)
- Lori Berenson (Peru)
- The Last Temptation of Christ (Chile)
- Thảm sát Mapiripán (Colombia)
- Cộng đồng Moiwana (Suriname)
- Myrna Mack Chang (Guatemala)
- La Nación (Costa Rica)
- Thảm sát Plan de Sánchez (Guatemala)
- Juan Carlos Apitz Barbera (Venezuela)
- Araguaia guerrilla (Brasil, 2010)